# Arvid Arisholm
Arvid Johannes Arisholm (18. september 1888 – 2. februar 1963) var en norsk foboldspiller. Han repræsentererede Oslo-klubben Mercantile, og var en af spillerne i Norges første landskamp i 1908, hvor Norge tabte 11–3 mod Sverige.